# Jerte
Jerte é um município da Espanha na comarca do Vale do Jerte, província de Cáceres, comunidade autónoma da Estremadura. Tem 59 km² de área e em 2021 tinha 1 256 habitantes (densidade: 21,3 hab./km²).

## Demografia
| Variação demográfica do município entre 1991 e 2004 | Variação demográfica do município entre 1991 e 2004 | Variação demográfica do município entre 1991 e 2004 | Variação demográfica do município entre 1991 e 2004 |
| --------------------------------------------------- | --------------------------------------------------- | --------------------------------------------------- | --------------------------------------------------- |
| 1991                                                | 1996                                                | 2001                                                | 2004                                                |
| 1363                                                | 1372                                                | 1302                                                | 1320                                                |